# Gangstress
Gangstress è il secondo album in studio della rapper statunitense Khia, pubblicato nel 2006.

## Tracce
1. Answering Machine – 3:40
2. Respect Me – 4:49
3. Thugmisses Speaks, Pt. 1 – 0:19
4. Bitch Muthafucka Got Damn – 4:10
5. Grandma – 1:00
6. Ah Ha – 3:50
7. I've Been High – 4:02
8. Thugmisses Speaks, Pt. 2 – 0:15
9. I've Been Called a Bitch – 4:14
10. Pop's – 2:11
11. Thugmisses Thugniggaz – 4:36
12. Sunshine – 1:12
13. Fucking Me Tonight – 4:11
14. Questions for the Niggaz – 0:39
15. Snatch the Cat Back – 4:32
16. Insufficient Funds – 1:10
17. Bryan Brooks – 2:56
18. Hit the Door – 4:23
19. Thugmisses Speaks, Pt. 3 – 0:13
20. Don't Trust – 4:11
21. Thugmisses Speaks, Pt. 4 – 0:13
22. For the Love of Money – 4:20
23. Forgive Me for My Sins – 5:12